# Brachystegia gossweileri
Brachystegia gossweileri  es una especie de árbol perteneciente a la familia de las fabáceas.  Forma una parte importante de los bosques de miombo. Esta  especie  se encuentra en África tropical.

## Descripción
Es un árbol que alcanza un tamaño de 6-10 (-24) m de altura; con el tronco recto y elevado, o en forma de horquilla y corto, de 40-60 cm de diámetro; corteza profunda o superficialmente fisurada longitudinalmente, formación de escamas en gruesas escamas irregulares; corona  muy exgtendida, con cubierta plana, a veces muy amplia con ramas ascendentes,

## Ecología
Se encuentra en suelos lateríticos someros sobre mineral de hierro o de roca cerca de los bordes de dambos; localmente frecuente, a menudo gregaria; También dispersa, a menudo en el sotobosque, en arbolado de meseta, sobre todo con Brachystegia boehmii, Uapaca pilosa, Uapaca kirkiana, Brachystegia floribunda, Brachystegia spiciformis, etc.

## Distribución
Se distribuye por Zaire y Zambia.

## Taxonomía
Brachystegia gossweileri fue descrita por Burtt Davy & Hutch. y publicado en Bulletin of Miscellaneous Information Kew 1923(4): 152. 1923.